# Ruys (zilverwinkel)
Het huis Ruys in de Sint-Jorispoort te Antwerpen heeft een lange traditie als zilverwinkel.

## Geschiedenis
Jacques Marie Ruys (1810-1863), zoon van een timmerman, volgde in 1824-1831 lessen aan de academie van Antwerpen en liet in 1839 zijn meesterteken als goud- en zilversmid registreren. Hij huwde in 1855 met Rosa Rombouts. Zijn broer Jean Baptiste Ruys (° 1804) werkte als juwelier en diamantzetter mee in het atelier van Jacques, dat samen met de winkel in de Sint-Jorispoort gevestigd was. Na het overlijden van Jacques hertrouwde zijn weduwe in 1867 met de goudsmid Jan Baptiste François Noé (° 1840).
Bij het huwelijk van haar zoon Albert Ruys (1858-1946) met Josephina Maria Brigitta Ramboux in 1885 kwam de leiding in zijn handen en werd de zaak steevast als Albert Ruys-Ramboux vermeld. Door deze alliantie werd de familiezaak ook gelinkt aan de faam van goudsmid en diamantzetter Joannes Franciscus Ramboux (1824-1900), wiens winkel in de Korte Koepoortstraat vanaf datzelfde jaar onder de naam J. Ramboux et fils bekend is.
In 1902 liet Albert Ruys-Ramboux de gevel en het interieur van de winkel in de Sint-Jorispoort aanpassen in een hybride art-nouveaustijl, vermengd met neorococo-elementen. Hiermee speelde hij tegelijkertijd in op de avant-gardistische mode en behield hij het vertrouwen van zijn traditioneel burgerlijk publiek dat meer van neostijlen hield. Ook verkoopcatalogi van buitenlandse, voornamelijk Franse firma’s, werden van een aangepaste kaft voorzien. De meeste etuis van juwelier A. Ruys-Ramboux bevatten dan ook Frans zilver. Na de Eerste Wereldoorlog werd veel met de firma Delheid Frères uit Brussel samengewerkt, van wie ze zowel klassiek als art-decotafelzilver verkochten.
In 1919 volgde Raymond Ruys (1886-1956), gehuwd met Julia Somers, zijn vader op. Raymond beperkte zich niet tot de verkoop. Hij ontwierp specifiek voor de Wereldtentoonstelling van 1930 in Antwerpen een reeks unieke stukken in gehamerd zilver, o.a. geïnspireerd op niet-Europese culturen. Zijn inzending werd bekroond met een Grote Prijs.
Na de Tweede Wereldoorlog bleef Ruys zilver van Delheid verkopen, maar bestelde net zo goed shakers bij Alfred Roger et fils, eveneens gevestigd te Brussel. Robert Ruys, een neef van Raymond die sedert 1939 in de zaak werkte, had sinds 1947 de leiding van het bedrijf, dat hij in 1956 omvormde tot een bvba met de naam Robert Ruys en zoon. Vanaf 1996 wordt het bedrijf geleid door Jean Van der Haegen, schoonzoon van Robert Ruys.